# 東日本急行
東日本急行株式会社（ひがしにっぽんきゅうこう）は、宮城県仙台市に本社を置くバス会社である。

## 沿革
- 1968年（昭和43年）
  - 6月19日 - 宮城バス・宮城中央バス（現：ミヤコーグループ）、岩手中央バス・花巻バス・岩手県南バス（現：岩手県交通）が出資して設立。
  - 8月1日 - 国鉄バスと共同で仙台盛岡急行線運行開始。
- 1975年（昭和50年）9月27日 - 一般貸切旅客自動車運輸事業開始。
- 1976年（昭和51年）4月1日 - 仙台盛岡急行線のうち、東日本急行便は中尊寺 - 盛岡バスセンター間の運行から撤退。仙台 - 一ノ関・中尊寺間に短縮。仙台 - 盛岡間直通便は国鉄バス単独運行となる。同時に盛岡バスセンター内にあった盛岡営業所廃止[1]。
- 1984年（昭和59年）頃 - 本社営業所を仙台市宮町[注釈 1]（北六番丁小学校西隣）から仙台市鶴代町[注釈 2]（若林区。東部工場団地）へ移転。
- 1985年（昭和60年）1月15日 - 仙台 - 一ノ関・平泉線運行開始（泉IC〜築館IC間は東北自動車道走行）。
- 1989年（平成元年）9月21日 - JRバス東北、宮城交通、岩手県交通と共同でアーバン号（仙台 - 盛岡線）運行開始。仙台 - 盛岡線に再参入。
- 199x年 - 本社営業所を仙台市泉区野村（現在地）に移転。
- 1999年（平成11年）4月1日 - JRバス東北の古川本線（築館町駅 - 一ノ関駅）廃止に合わせ、仙台 - 一ノ関・中尊寺線の運行区間を仙台 - 沢辺（当時の宮城県金成町）に短縮。また、仙台 - 一ノ関線（仙台宮城IC〜一関IC間東北自動車道走行）運行開始。
- 2004年（平成16年）5月1日 - 仙台 - 佐沼線運行開始（仙台宮城IC〜築館IC間東北自動車道走行。築館町経由せず。のち若柳金成IC経由に変更）。
- 2005年（平成17年）
  - 3月1日 - 仙台 - 一迫線運行開始（仙台宮城IC〜築館IC間東北自動車道走行。築館町経由）。
  - 11月16日 - 仙台 - とよま線運行開始（仙台東IC〜河北IC間三陸沿岸道路走行。柳津経由）。
- 2007年（平成19年）
  - 3月18日 - 仙台空港線（エアポートライナー）運行開始。
- 2008年（平成20年）8月1日 - 仙台 - 平泉線（平泉中尊寺号）に参入。
- 2009年（平成21年）1月31日 - この日の運行をもって仙台空港線（エアポートライナー）廃止。
- 2019年（平成31年／令和元年）
  - 4月 - 親会社の岩手急行バスの一部業務停止に伴い運転手を受け入れて一関営業所を開設。
  - 10月1日 - 消費税率引き上げに伴い、各路線の運賃を改定[2] 。
- 2020年（令和2年）
  - 4月24日 - 新型コロナウイルス感染拡大による緊急事態宣言の発令に伴い、この日より同年5月6日まで（のち「当面の間」に延長）仙台 - 一ノ関線、仙台 - 金成線、仙台 - 一迫線、仙台 - とよま線において一部便を運休[3]。
  - 6月16日 - 上記各路線の運行を段階的に再開。

## 事業所
- 本社：宮城県仙台市泉区野村字新馬場屋敷14
- 一関営業所：岩手県一関市旭町1-15

## 運行路線

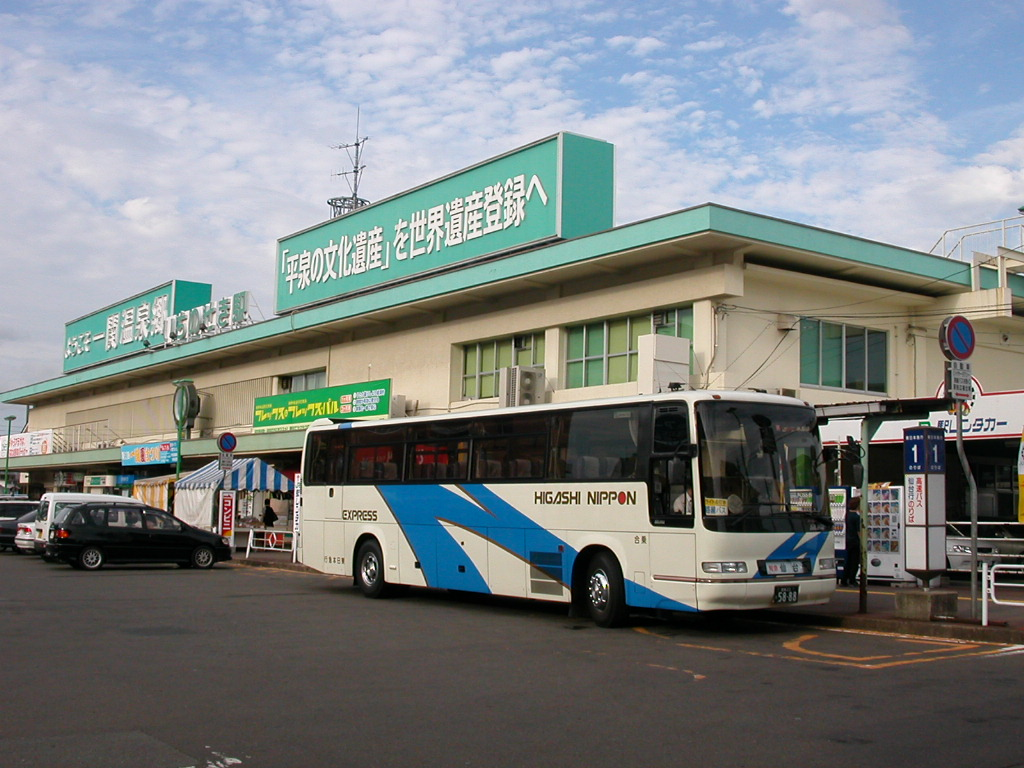
仙台 - 一ノ関線（一ノ関駅前にて：2004年8月撮影）

2022（令和4年）2月現在で28台の路線車両を保有している。

### 仙台 - 金成線
- 宮城県仙台市と栗原市金成を結ぶ。

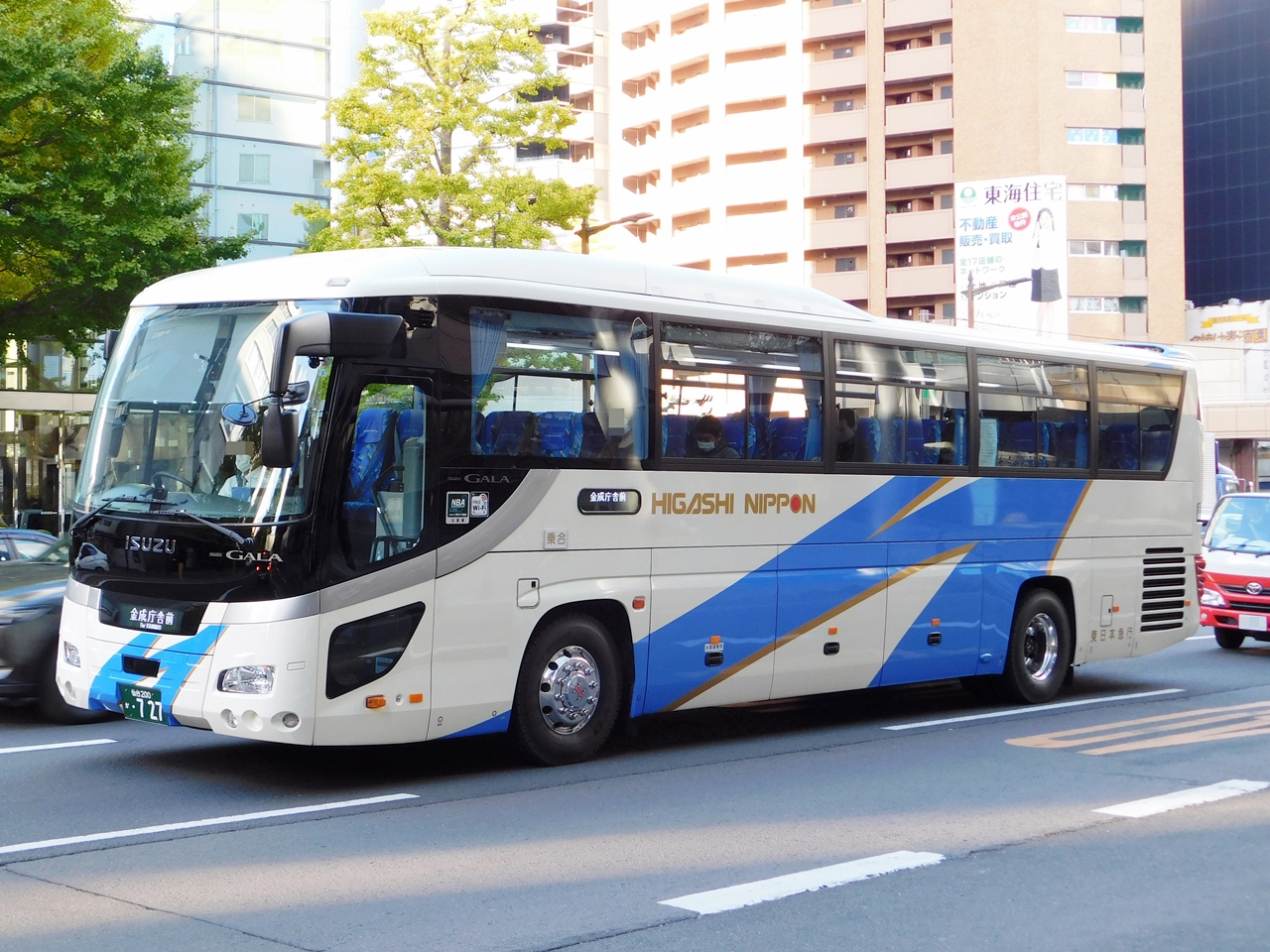
仙台 - 金成線（仙台市内にて：2021年11月撮影）

- 2025年1月時点の運行回数は金成発着1日1.5往復（下り2本、上り1本）、くりこま高原駅発着1日4往復。
- 過去にJRバス東北と東日本急行が仙台駅 - 築館町 - 一ノ関駅・中尊寺間で運行していた。築館町 - 中尊寺間は一般道利用で、東日本急行は主要停留所のみ停車、JRバス東北は一ノ関駅止まりで築館町以北は各停であった。
- 1999年3月末、JRバス東北が古川本線の築館町 - 一ノ関駅を廃止し撤退。後を引き継ぎ単独運行することになった東日本急行は沢辺系統と一ノ関系統に分離させた。沢辺系統は、くりはら田園鉄道線の沢辺駅を終着とし、築館町 - 沢辺駅はノンストップであった（JRバスとの共同運行時代は東日本急行も陸前城生野に停車していた）。また沢辺に夜到着後に滞泊し、翌朝仙台行として出発する便も設定された。
- その後利用客は徐々に増え続け、金成町役場（現栗原市金成庁舎）までの延長、築館町 - 沢辺間のくりこま高原駅経由への変更、停留所追加などを経て現在に至っている。
- くりこま高原駅乗り入れ当初は、築館町 - くりこま高原駅、くりこま高原駅 - 沢辺のみの利用は不可であった。2006年9月末の「栗夢号しゃとる」（宮交栗原バス、沢辺駅 - くりこま高原駅）廃止後は、同区間の全停留所で両方面への乗降が可能になった（仙台 - 一迫線も同様）。
- 2007年3月末でくりはら田園鉄道が廃止となり、4月より沢辺駅への乗り入れが廃止された。
- 栗原市内のみの乗降車については、同区間を通る栗原市民バスが2024年4月から運賃が一律200円となったが、こちらは以前の運賃のまま（100～400円）変更されていない。

運行経路
- 仙台駅前（旧さくら野前） - （下り）広瀬通一番町 / （上り）電力ビル前 - 栗原市役所前 - 築館 - くりこま高原駅前 - 蔵場 - 梨崎 - 栗原市金成庁舎前

路線沿革
- 1985年（昭和60年）1月15日 - 仙台 - 築館 - 沢辺 - 一ノ関・中尊寺間（泉IC～築館IC間東北自動車道経由）運行開始。
- 1999年（平成11年）3月27日 - 仙台 - 築館 - 沢辺 - 一ノ関間高速バスの仙台 - 沢辺間を分離する形で運行開始（泉IC経由）。1日4.5往復（沢辺行4本、仙台行5本）。回数券（5枚綴り。料金は現在と同じ）を設定。
- 2001年（平成13年）8月1日 - 1日7.5往復（沢辺行7本、仙台行6本）に増便。増便分（3往復）は仙台ビブレ（当時）発着、くりこま高原駅経由（うち1往復はくりこま高原駅発着）となる。
- 2003年（平成15年）4月1日 - 1日10往復に増便。仙台駅前の発着場所が全便西口バスプールに、金成の発着場所が金成町役場（当時）前となる。一部（1日6.5往復）を仙台宮城IC経由に変更。
- 2011年（平成23年）
  - 3月16日 - 同年3月11日に発生した東北地方太平洋沖地震により運休していたが、この日より仙台宮城IC経由2往復の運行を再開。
  - 3月29日 - 通常運行に戻る。
- 2019年（平成31年）3月1日 - 1往復を東北大学病院前に延伸[5]。
- 2020年（令和2年）
  - 4月24日 - 新型コロナウイルスの影響により、1日6往復に減便[3]。
  - 6月16日 - 1日7往復に増便[6]。
- 2023年（令和5年）
  - 1月9日 - 上り便の降車バス停を広瀬通一番町から電力ビル前に変更（一迫線も同様に変更）[7]。
  - 6月16日 - 一部便（3往復）をくりこま高原駅発着に変更。下り便の東北大学病院前乗り入れを終了（一迫線も同様に変更）。
- 2025年（令和7年）1月3日 - 1日5.5往復に減便（金成発着・くりこま高原駅発着あわせて）。泉IC経由便の運行および上り便の東北大学病院前乗り入れを終了[8]。

| 年度               | 運行日数 | 運行便数 | 年間輸送人員 | 1日平均人員 | 1便平均人員 |
| ------------------ | -------- | -------- | ------------ | ----------- | ----------- |
| 2002（平成14）年度 | 365      | 7,263    | 96,832       | 265.3       | 13.3        |
| 2003（平成15）年度 | 365      | 7,347    | 117,017      | 320.6       | 15.9        |
| 2004（平成16）年度 | 365      | 7,316    | 132,665      | 363.5       | 18.1        |
| 2005（平成17）年度 | 365      | 7,305    | 114,117      | 312.6       | 15.6        |
| 2006（平成18）年度 | 365      | 7,313    | 122,874      | 336.6       | 16.8        |
| 2007（平成19）年度 | 366      | 7,304    | 119,985      | 327.8       | 16.4        |

### 仙台 - 一迫線

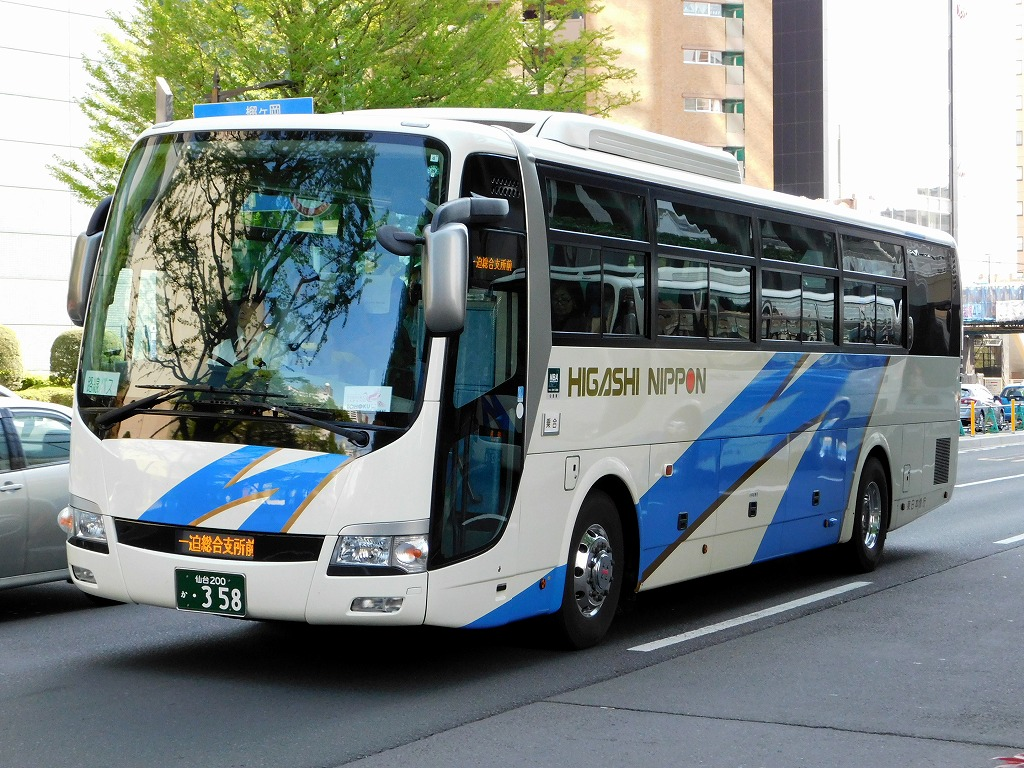
仙台 - 一迫線（仙台市内にて：2017年5月撮影）

- 仙台市と栗原市一迫を結ぶ。2005年3月1日開業。運行回数は1日4往復。

運行経路
- 仙台駅前（旧さくら野前） - （下り）広瀬通一番町 / （上り）電力ビル前 - 栗原市役所前 - 築館 - 柳目 - 御免角 - 一迫総合支所前
  - 休憩希望者が三本木PA通過前に降車ボタンを押すと、三本木PAで休憩を行う。
  - 2017年（平成29年）4月22日より三井アウトレットパーク 仙台港への乗り入れ（土日祝日の1往復）を開始。
  - 2019年（平成31年）3月1日より1往復を東北大学病院前に延伸（土日祝日の三井アウトレットパーク 仙台港への乗り入れは中止）[5]。
  - 新型コロナウイルスの影響により、2020年（令和2年）4月24日より1日4往復に減便[3]。同年6月16日より1日5往復に増便[6]。2025年（令和7年）1月3日より1日4往復に減便[8]。

| 年度               | 運行日数 | 運行便数 | 年間輸送人員 | 1日平均人員 | 1便平均人員 |
| ------------------ | -------- | -------- | ------------ | ----------- | ----------- |
| 2004（平成16）年度 | 31       | 310      | 2,525        | 81.5        | 8.1         |
| 2005（平成17）年度 | 365      | 3,647    | 36,462       | 99.9        | 10.0        |
| 2006（平成18）年度 | 365      | 3,650    | 44,174       | 121.1       | 12.1        |
| 2007（平成19）年度 | 366      | 3,655    | 53,293       | 145.6       | 14.6        |

### 仙台 - とよま線

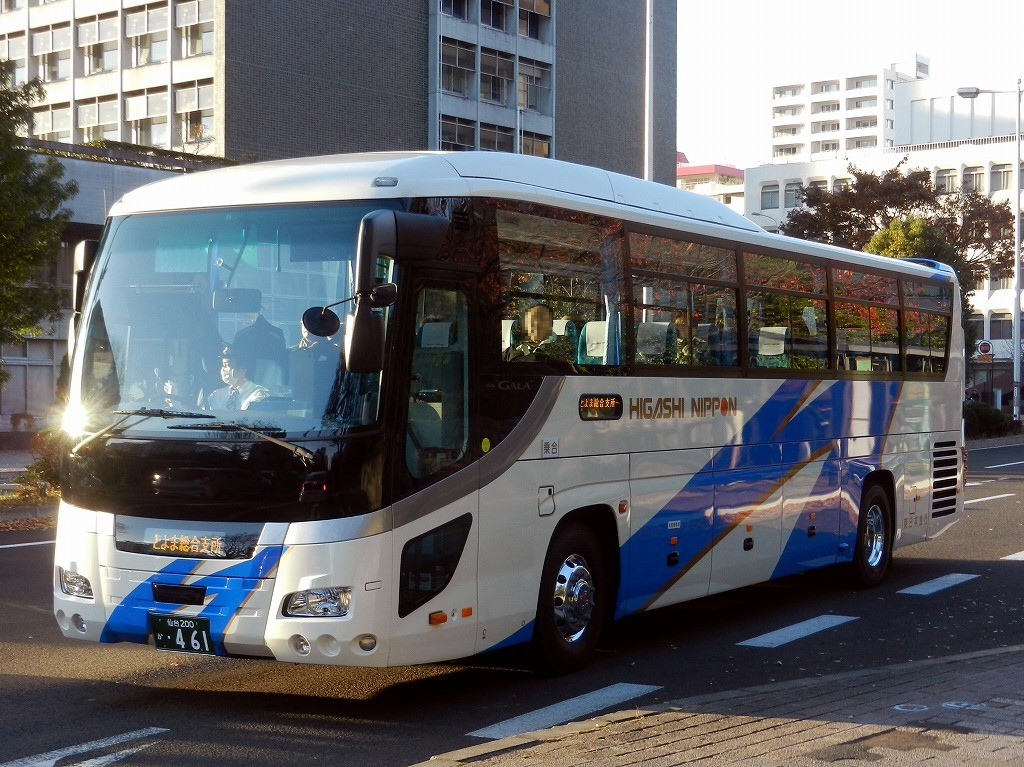
仙台 - とよま線（県庁市役所前にて：2013年11月撮影）

- 宮城県仙台市青葉区と登米市登米町を結ぶ高速バス路線。登米（とめ）市内の登米（とよま）行で、佐沼（登米市役所前）へは行かないため、区別のため登米を平仮名でとよま行としている。1日6.5往復（下り6本、上り7本）が運行されている。東日本急行の単独運行。

運行経路
- 県庁市役所前 - 仙台駅前（旧さくら野前） - （仙台東IC） - （仙台東部道路・三陸沿岸道路） - （河北IC） - 道の駅上品の郷 - 追波川運動公園 - 柳津三丁目 - とよま明治村 - とよま総合支所
  - 車内にトイレの設備はないが、乗客の要請があれば途中の矢本PAでトイレ休憩を行う。

路線沿革
- 2005年（平成17年）11月16日 - 運行開始（1日5往復）。
- 2010年（平成22年）7月1日 - 1日6往復に増便。
- 2011年（平成23年）
  - 3月16日 - 同年3月11日に発生した東北地方太平洋沖地震の影響により運休していたが、三陸沿岸道路通行止めのため先に運行を再開した仙台 - 佐沼線を延長する形で、仙台駅前 - とよま総合支所前間2往復の運行となる（追波川運動公園・柳津三丁目は経由しない）。
  - 4月16日 - 震災前の運行体制に復旧。
- 2016年（平成28年）4月29日 - この日より、土日祝日に限り1往復が仙台うみの杜水族館前に停車（当該便は仙台港北IC利用）。
- 201x年 - 1日7往復に増便。
- 2018年（平成30年）3月1日 - 2往復を東北大学病院前に延伸[9]。仙台うみの杜水族館への乗り入れは中止。
- 2020年（令和2年）
  - 4月24日 - 新型コロナウイルスの影響により、1日4往復に減便[3]。
  - 6月16日 - 1日5往復に増便[10]。
- 2021年（令和3年）
  - 6月1日 - 1日8往復に増便し、下り2便を登米市役所まで延伸。
  - 11月 - とよま明治村発着の回数券（50枚綴り、30枚綴り）の発売を開始[11]。
- 2023年（令和5年）
  - 6月16日 - 一部便を上品の郷に乗り入れ開始。あわせて温泉施設「ふたごの湯」の入浴料をあわせた往復乗車券（2,000円。2023年9月30日までは1,500円）の発売を開始[12]。下り便の登米市役所延伸・東北大学病院前乗り入れ及び上り便の六丁の目駅停車を終了。
  - 8月1日 - 追波川運動公園発着の回数券（50枚綴り）の発売を開始[13]。
- 2025年（令和7年）1月3日 - 1日6.5往復に減便。上り便の東北大学病院前乗り入れを終了[14]。

| 年度               | 運行日数 | 運行便数 | 年間輸送人員 | 1日平均人員 | 1便平均人員 |
| ------------------ | -------- | -------- | ------------ | ----------- | ----------- |
| 2005（平成17）年度 | 136      | 1,357    | 11,204       | 82.4        | 8.3         |
| 2006（平成18）年度 | 365      | 3,650    | 38,427       | 105.3       | 10.5        |
| 2007（平成19）年度 | 366      | 3,658    | 44,093       | 120.5       | 12.1        |

### 仙台 - 平泉線

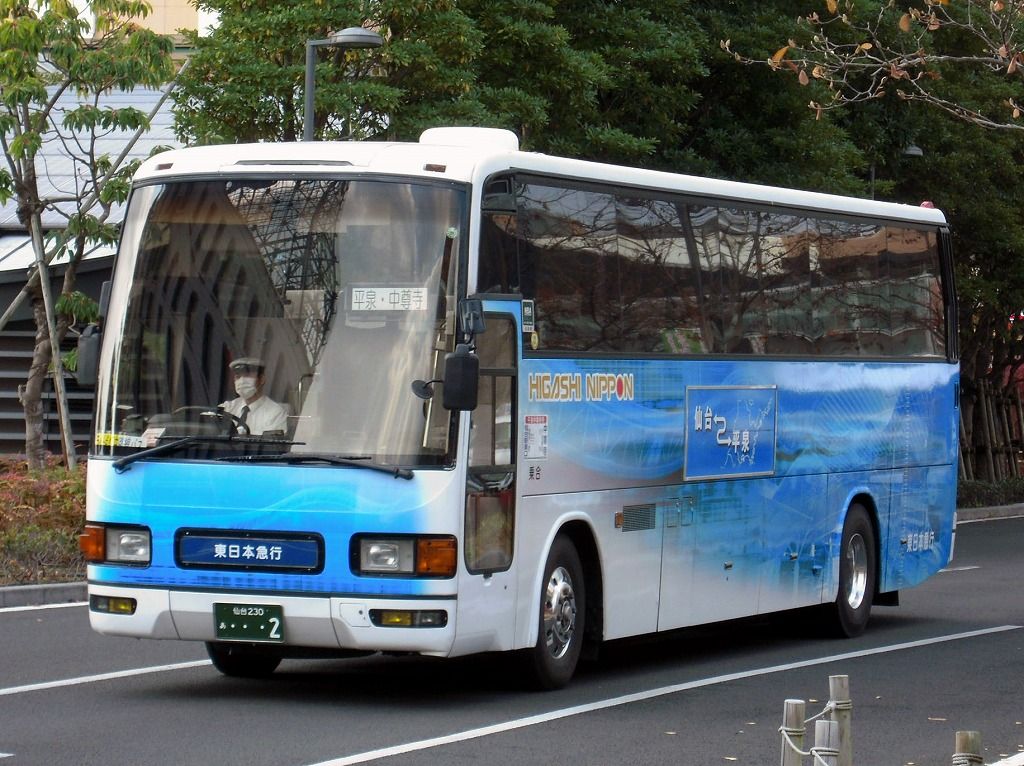
仙台 - 平泉線にかつて充当されていた車両（仙台駅東口にて：2009年11月撮影）

- 仙台駅前と岩手県西磐井郡平泉町の中尊寺の間を結ぶ、季節運行の高速バス路線である。

路線沿革
- 2008年（平成20年）
  - 7月1日 - 岩手県交通の単独（1日2往復）で運行開始（同年11月30日まで）。
  - 8月1日 - 東日本急行・岩手急行バスが参入し、1日3往復（各社1往復ずつとなる）に増便。
- 2009年（平成21年）4月18日 - 東日本急行・岩手県交通の2社による1日2往復の運行となる（同年11月30日まで。宮城交通の参入は見送られ、岩手急行バスも運行支援に回る）。一関市内の停留所（岩手病院前、山目駅前）への停車を中止。
- 2011年（平成23年）4月23日 - 東日本急行が毎日運行便1往復を、宮城交通が土日祝祭日運行便1往復をそれぞれ運行する体制となる。岩手県交通は運行支援に回る。
- 2012年（平成24年）4月1日 - 1日1往復となり、東日本急行が平日、宮城交通が土日祝祭日の運行を担当する体制となる。青葉通一番町バス停を廃止、宮交仙台高速バスセンター経由に変更。
- 2013年（平成25年）4月13日 - 1日2往復、東日本急行の単独運行となる。仙台 - 一ノ関線の一部便を平泉まで延長運転する扱いとなり、仙台駅前の発着地がさくら野前（現32のりば）に変更。また新たに広瀬通一番町および、一関市内（イオン一関前、合同庁舎前、（現）新大町角、一ノ関駅）に停車。
- 2016年（平成28年）4月9日 - 2016年度の運行を開始。1日3往復に増便。
- 2017年（平成29年）4月1日 - 2017年度の運行を開始。1日3往復のうち1往復を岩手急行（車両は東日本急行）が担当。
- 2018年（平成30年）4月1日 - 2018年度の運行を開始。1日3往復のうち、2往復を岩手急行（車両は東日本急行）、1往復を東日本急行が担当している。

車両
- 観光型・トイレなし車両で運行。

## 廃止路線

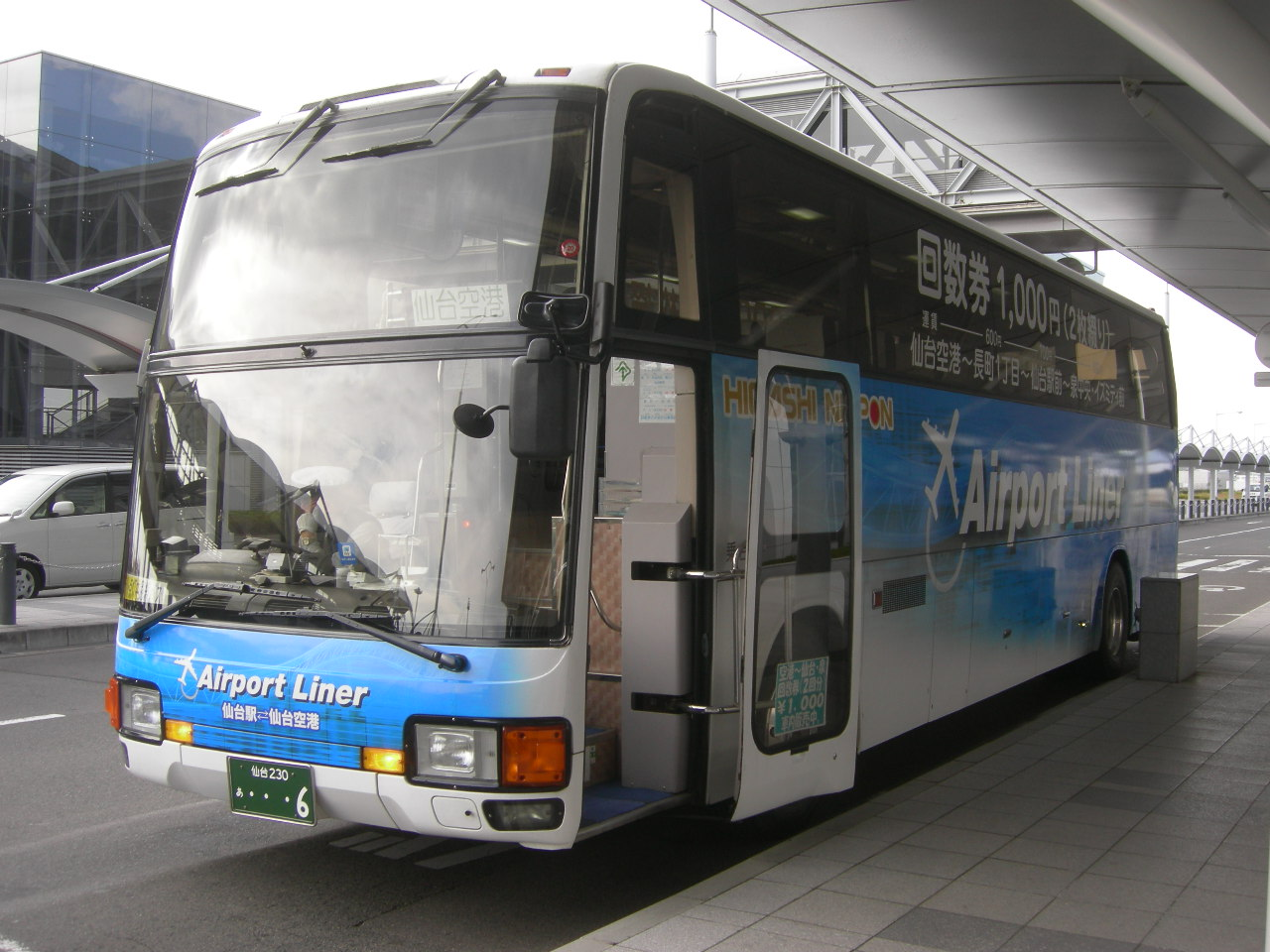
エアポートライナー(仙台空港にて：2008年11月撮影)

### エアポートライナー
運行系統
- 仙台空港行
  - 泉区役所・イズミティ21→仙台駅（西口バスプール）→ 長町一丁目→仙台空港
  - 県庁前→電力ビル前→仙台駅（西口バスプール）→長町一丁目→仙台空港
- 仙台駅・泉区役所方面行
  - 仙台空港→長町一丁目→仙台駅
  - 仙台空港→長町一丁目→仙台駅→電力ビル前→県庁前→泉区役所・イズミティ21

運行回数
- 廃止時点では1日12.5往復（仙台空港行12本、仙台市内行13本）。うち空港行朝2便と空港発のうち午前運行の2便を除く便（11便）は泉区役所・イズミティ21発着。

運賃
- 仙台空港から長町一丁目まで大人片道600円、仙台駅・電力ビル前・県庁前まで大人片道700円、泉区役所・イズミティ21まで大人片道800円。回数乗車券（2枚綴り）1,000円（全区間）。

路線沿革
- 2007年（平成19年）
  - 3月18日 - 運行開始（仙台空港 - 長町一丁目 - 仙台駅（西口バスプール））。
  - 5月22日 - この日より一ノ関・佐沼・一迫・とよま・金成各路線との乗継ぎ割引を開始。金成 - 仙台 - 仙台空港が1,800円＋700円＝2,500円のところ、1,600円で乗車できるなど、乗車地により300円から900円の割引となっていた。
  - 8月16日 - 一部便を仙台駅（西口バスプール）から泉区役所（イズミティ21前）まで延長。
  - 10月16日 - 回数乗車券（2枚綴り1,000円）の発売を開始。
- 2008年（平成20年）4月1日 - 仙台空港行の起点を仙台駅始発便に限り仙台駅（西口バスプール）から県庁前に変更・併せて電力ビル前に停車（乗車専用）開始。仙台空港発は泉区役所（イズミティ21）行に限り電力ビル前・県庁前に停車（いずれも降車専用）開始。
- 2009年（平成21年）1月31日 - この日の運行をもって廃止。

特記事項
- 「泉区役所・イズミティ21」バス停は地下鉄泉中央駅に近い。泉中央地区からの仙台空港行空港バスは、2005年（平成17年）11月19日を以って廃止された宮城交通（途中より宮交バスシステムへ移管）のロイヤルパークホテル前・地下鉄泉中央駅 - 仙台空港（特急泉中央空港線）以来の復活であった。

## 貸切バス

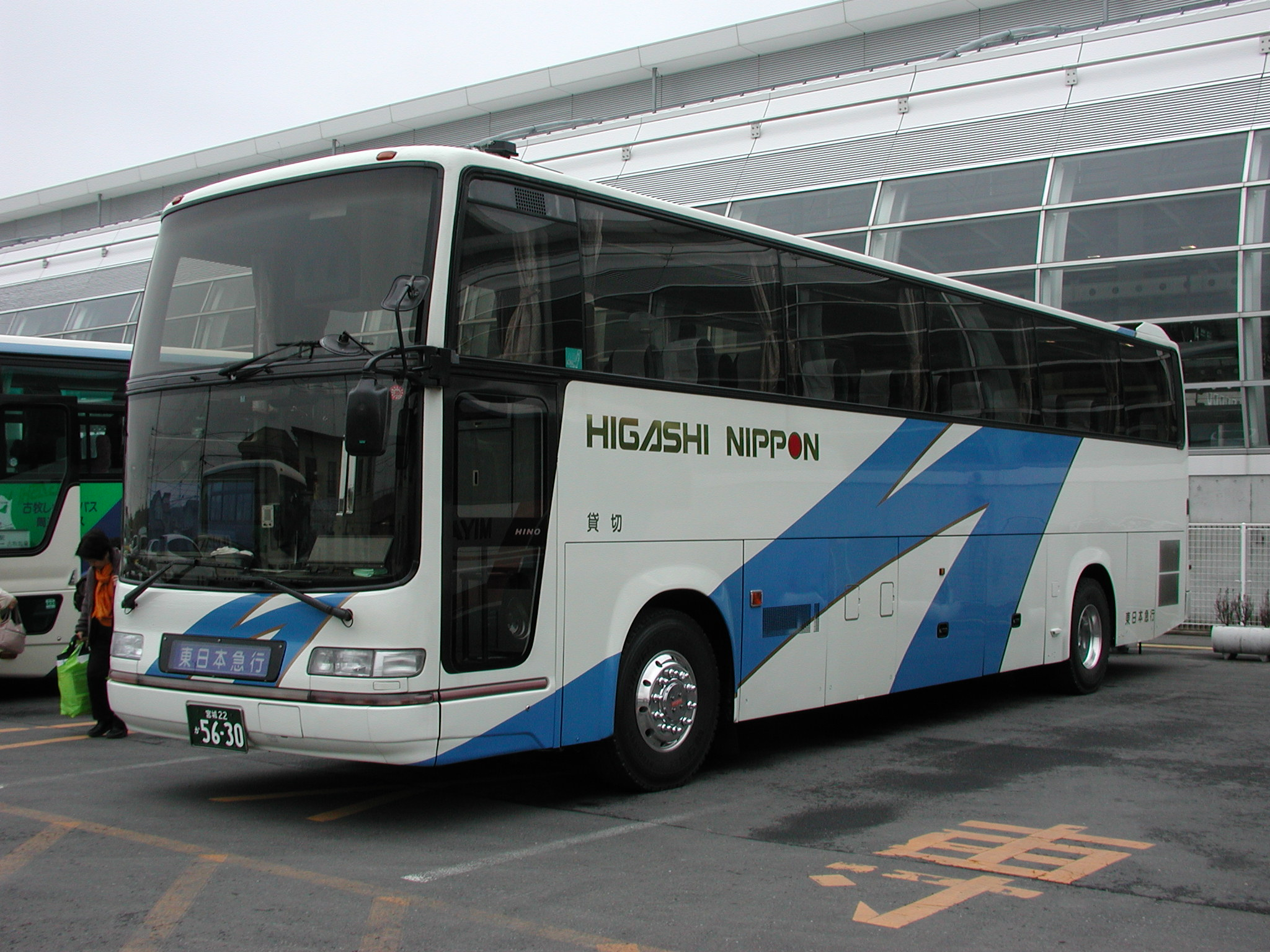
貸切車両(八戸駅西口にて：2008年3月撮影)

2015年（平成27年）7月現在で16台の貸切車両を保有している。但し、多客期など運用の都合により貸切車両が路線運用に充当されることもある。
- 事業区域...宮城県一円

## その他
- 取締役・監査役には岩手急行バス、宮城交通の社長や取締役が就いている。以前は岩手県北自動車も取締役に名を連ねていたが、同社のみちのりホールディングス傘下入りに際し引き上げ、現在は同社の親会社であった泉金物産の社長が取締役に名を連ねている。
- 仙台盛岡急行線時代の盛岡側の車庫は盛岡市南大通（旧：岩手県交通河南営業所近く）にあったが、中尊寺 - 盛岡間廃止後は岩手県交通の長距離便の折り返し場としてしばらく使用された[15]。アーバン号の盛岡側の休憩地は運行開始当初は岩手県北自動車盛岡営業所（氏子橋）、現在は盛岡南営業所である。